# Don Camillo e i giovani d'oggi (film 1972)
Don Camillo e i giovani d'oggi è un film del 1972 diretto da Mario Camerini.
Film commedia italiano tratto dal libro omonimo di Giovannino Guareschi, con esterni realizzati a San Secondo Parmense, in provincia di Parma.
Un film dal titolo omonimo è rimasto incompiuto per la scomparsa di Fernandel (il film era stato girato a Brescello nel luglio-agosto 1970).

## Trama

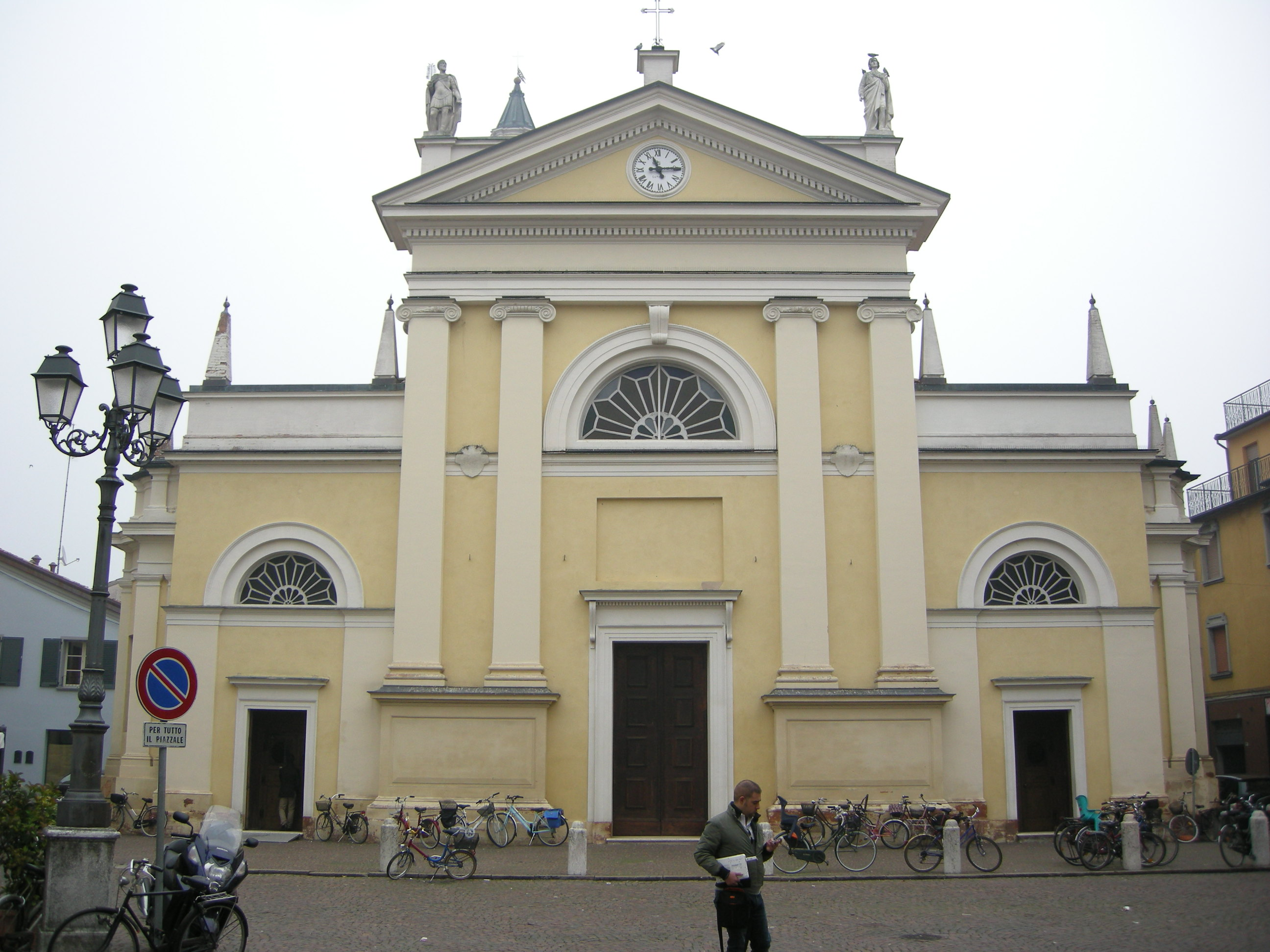
La collegiata dell'Annunciazione usata per il film a San Secondo Parmense.

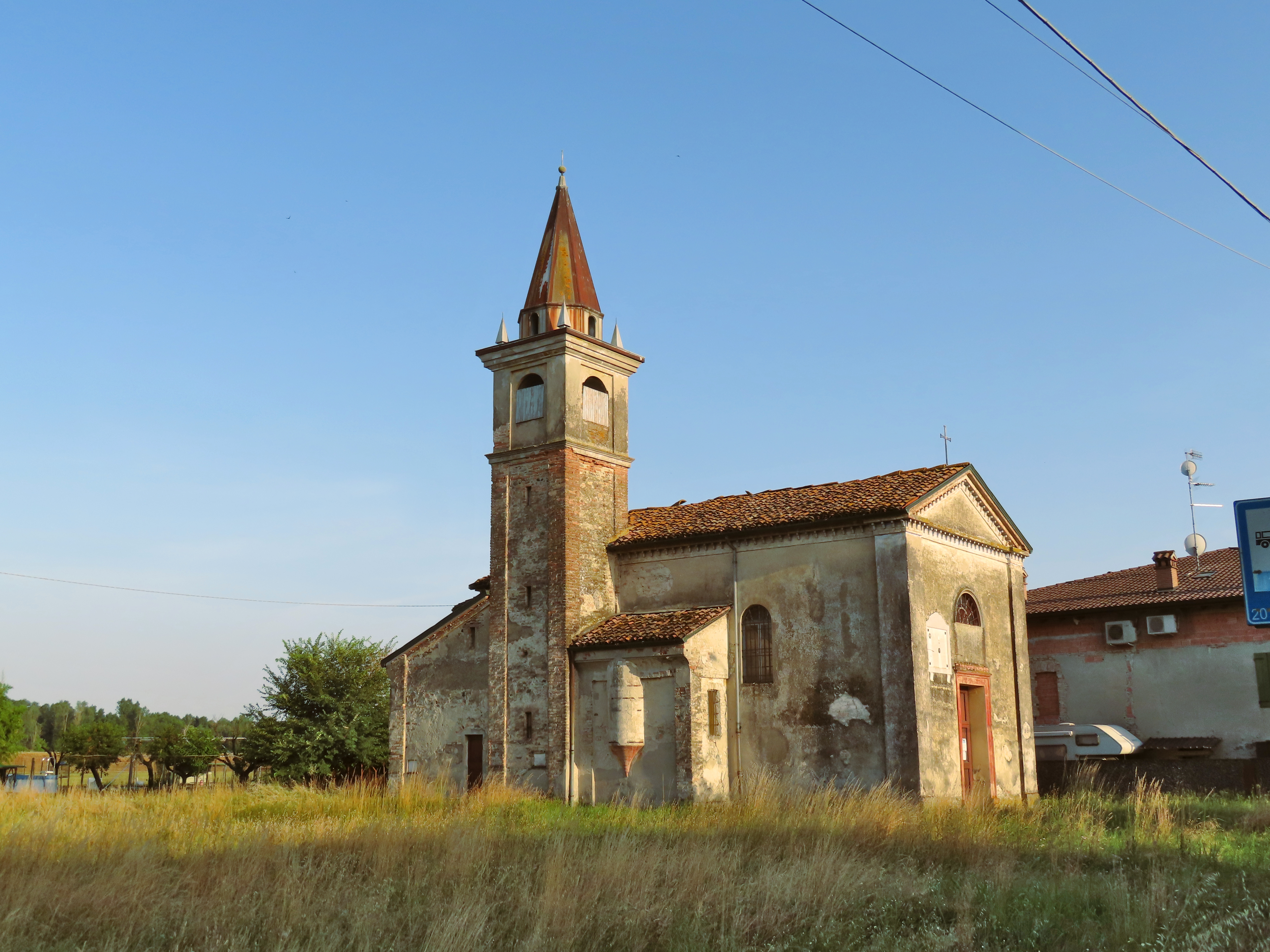
Chiesa dei Santi Gervaso e Protaso a Grugno frazione di Fontanellato, usata nel film chiesa di don Camillo dopo il suo trasferimento volontario.

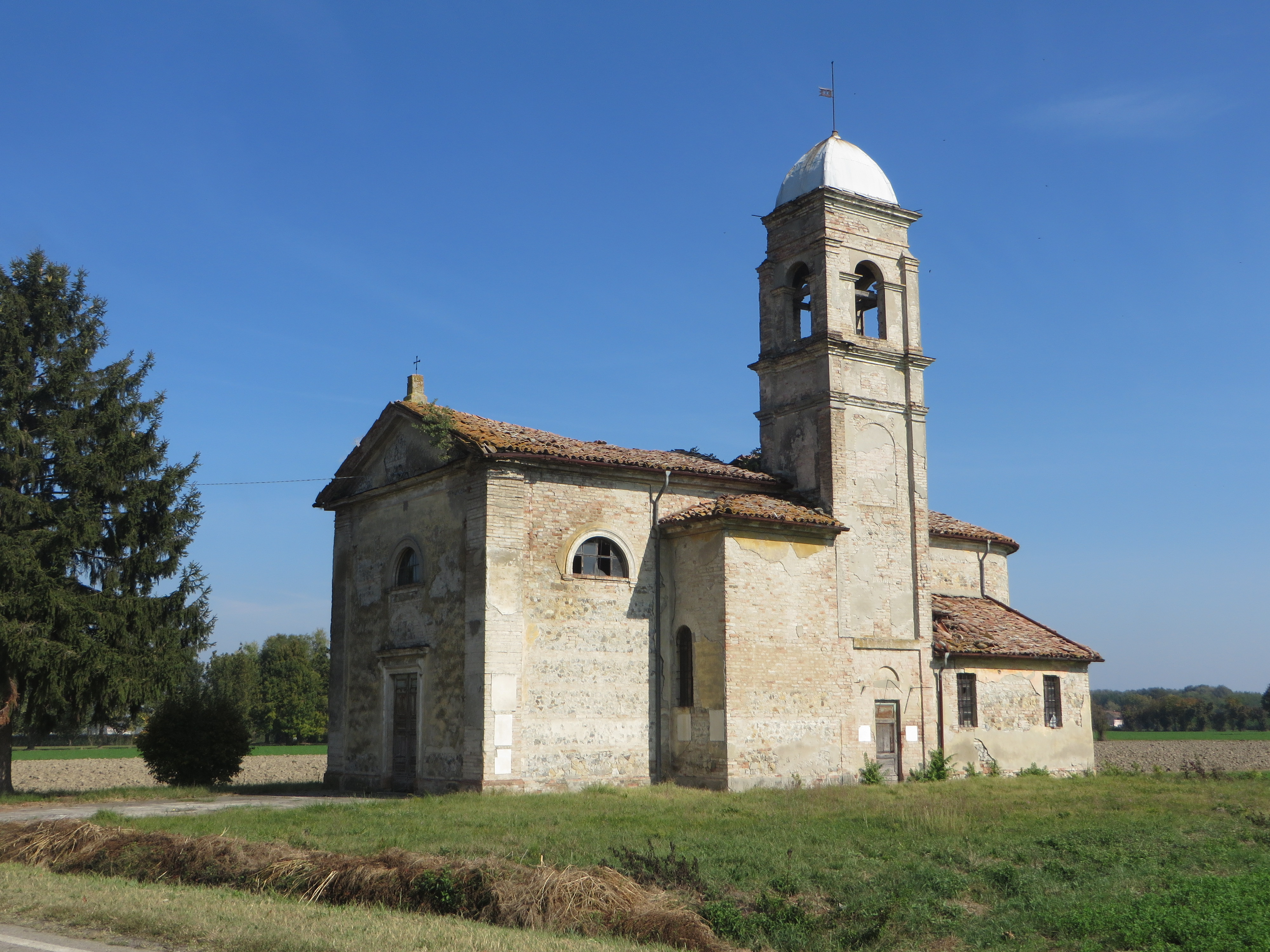
La chiesa dell'Annunciazione di Ronchetti di San Secondo luogo del matrimonio fra Veleno e Cat

1972: nel paese di Peppone e don Camillo sono avvenute grosse novità. In primis è arrivata una nuova farmacista, Jole Bognoni, con il marito anch'egli dottore, entrambi comunisti. I due rivali hanno però ben altri problemi: il figlio di Peppone segue la moda dei capelli lunghi, è soprannominato Veleno ed è il capo dei "capelloni della Bassa". Don Camillo ha una nipotina, la giovane Caterina, una squinternata che si fa chiamare Cat (diminutivo di Caterpillar) "perché lei non la ferma neanche un bulldozer". Caterina è fidanzata con Ringo, capobanda degli Scorpioni di città, rivali di Veleno.
Don Camillo ha anche un nuovo coadiutore in parrocchia: don Francesco, inviatogli dalla curia dopo il Concilio Vaticano II, visto che il testardo Parroco della Bassa si ostina ancora a celebrare la messa con il vecchio rito: i due, fin dall'inizio, discutono sulle questioni sociali.
Don Camillo rischia di venire trasferito in una parrocchia di montagna, a seguito dello scandalo in curia dopo l'elezione a Miss Unità di Cat. Sarà invece don Francesco a chiedere al Vescovo di essere trasferito nella parrocchia di montagna, dato che ha una crisi spirituale perché si è innamorato della nipote di don Camillo.
Se per don Camillo è un grave colpo vedere sua nipote nominata Miss Unità, anche per Peppone non mancano le difficoltà, a causa della creazione della cellula cinese da parte dei Bognoni.
Tra Veleno e Cat nasce una storia d'amore e, dopo molte peripezie, i due si sposano. Anche Peppone alla fine riuscirà a mantenere il ruolo di capo dei comunisti locali, potendo così continuare l'amicizia con don Camillo. Quest'ultimo accetterà alla fine di celebrare la messa secondo il rito di Paolo VI, continuando però in segreto a celebrare anche la messa tridentina nella cappella di campagna poco fuori il paese.
Il film si conclude con Peppone e Don Camillo che passeggiano in campagna, dibattendo sul referendum sul divorzio.

## Distribuzione
Il film venne distribuito nelle sale cinematografiche francesi dalla S.N. Prodis l'11 ottobre 1972.
In Italia fu distribuito dalla Cineriz.